# MSV Mackensen Neustettin
Der MSV Mackensen Neustettin war ein deutscher Militär-Sportverein aus der gleichnamigen pommerschen Stadt, dem heutigen Szczecinek. Die Fußballabteilung spielte zwei Jahre lang in der erstklassigen Gauliga Pommern.

## Geschichte
Das Gründungsjahr des Vereins ist nicht überliefert. Zum ersten Mal überregional in Erscheinung trat Mackensen Neustettin in der Spielzeit 1933/34, als der Verein in der zweitklassigen Bezirksklasse Pommern Abteilung Süd innerhalb des Fußballgaus Pommern spielte und den zweiten Tabellenplatz erreichte. 1934/35 noch vom FC Viktoria Schneidemühl um die Bezirksmeisterschaft geschlagen, gelang Neustettin 1935/36 der Gewinn der Bezirksklasse Pommern Gruppe Süd, wodurch er sich für die Aufstiegsrunde zur Gauliga Pommern 1936/37 qualifizierte. Diese Aufstiegsrunde konnte gegen den MSV Blücher Stolp und den VfB 1911 Belgard erfolgreich bestritten werden, so dass der Verein in die erstklassige Gauliga Pommern 1936/37 aufstieg.
Die erste Gauligasaison lief für den Verein recht erfolgreich, Neustettin wurde mit drei Punkten Abstand hinter Seriensieger Viktoria Stolp Zweiter der Abteilung Ost, wobei man Viktoria Stolp im Heimspiel mit 1:0 schlagen konnte. Die Spielzeit 1937/38 lief dafür um so schlechter, Neustettin erreichte nur zwei Siege und stieg mit sieben Punkten aus 18 Spielen als Letztplatzierter wieder in die Bezirksklasse ab. 1938 erfolgte die Umbenennung in Heeressportverein (HSV) von Mackensen Neustettin, der Verein zog sich im Januar 1939 vermutlich kriegsbedingt aus der Bezirksklasse Grenzmark 1938/39 zurück. Ein weiterer Spielbetrieb ist nicht mehr überliefert.

## Erfolge
- Spielzeiten in der Fußball-Gauliga Pommern: 1937/38, 1938/39